# Bhadrachalam
Bhadrachalam là một thị trấn thống kê (census town) của quận Khammam thuộc bang Andhra Pradesh, Ấn Độ.

## Địa lý
Bhadrachalam có vị trí 17°40′B 80°53′Đ / 17,67°B 80,88°Đ Nó có độ cao trung bình là 50 mét (164 foot).

## Nhân khẩu
Theo điều tra dân số năm 2001 của Ấn Độ, Bhadrachalam có dân số 42.829 người. Phái nam chiếm 50% tổng số dân và phái nữ chiếm 50%. Bhadrachalam có tỷ lệ 73% biết đọc biết viết, cao hơn tỷ lệ trung bình toàn quốc là 59,5%: tỷ lệ cho phái nam là 78%, và tỷ lệ cho phái nữ là 67%. Tại Bhadrachalam, 11% dân số nhỏ hơn 6 tuổi.